# Jared Stegman
Jared Stegman (Brisbane, 25 novembre 1989) è un giocatore di football americano australiano, che gioca come quarterback per i Bayside Ravens.

## Palmarès
- 3 Sunbowl (Bayside Ravens, 2019, 2020, 2021)